# Göritz (Fluss)
Die Göritz ist ein sechs Kilometer langer, linker Nebenfluss der Steinach im Thüringer Schiefergebirge.

## Geographie

### Verlauf
Die Göritz entspringt nördlich des Kieferle nahe dem Ort Steinheid in etwa 775 Metern Höhe. Anschließend bildet sie ein klammartiges, steiles Tal in südöstlicher Richtung, in dem die Landesstraße von Steinheid nach Steinach verläuft. Sie mündet an der Göritzmühle nördlich von Steinach in 524 Metern Höhe  von links in die Steinach ein.

### Zuflüsse
- Pechgraben (rechts), Steinheid

### Flusssystem Steinach (Rodach)
- Liste der Fließgewässer im Flusssystem Steinach (Rodach)